# 乾麺

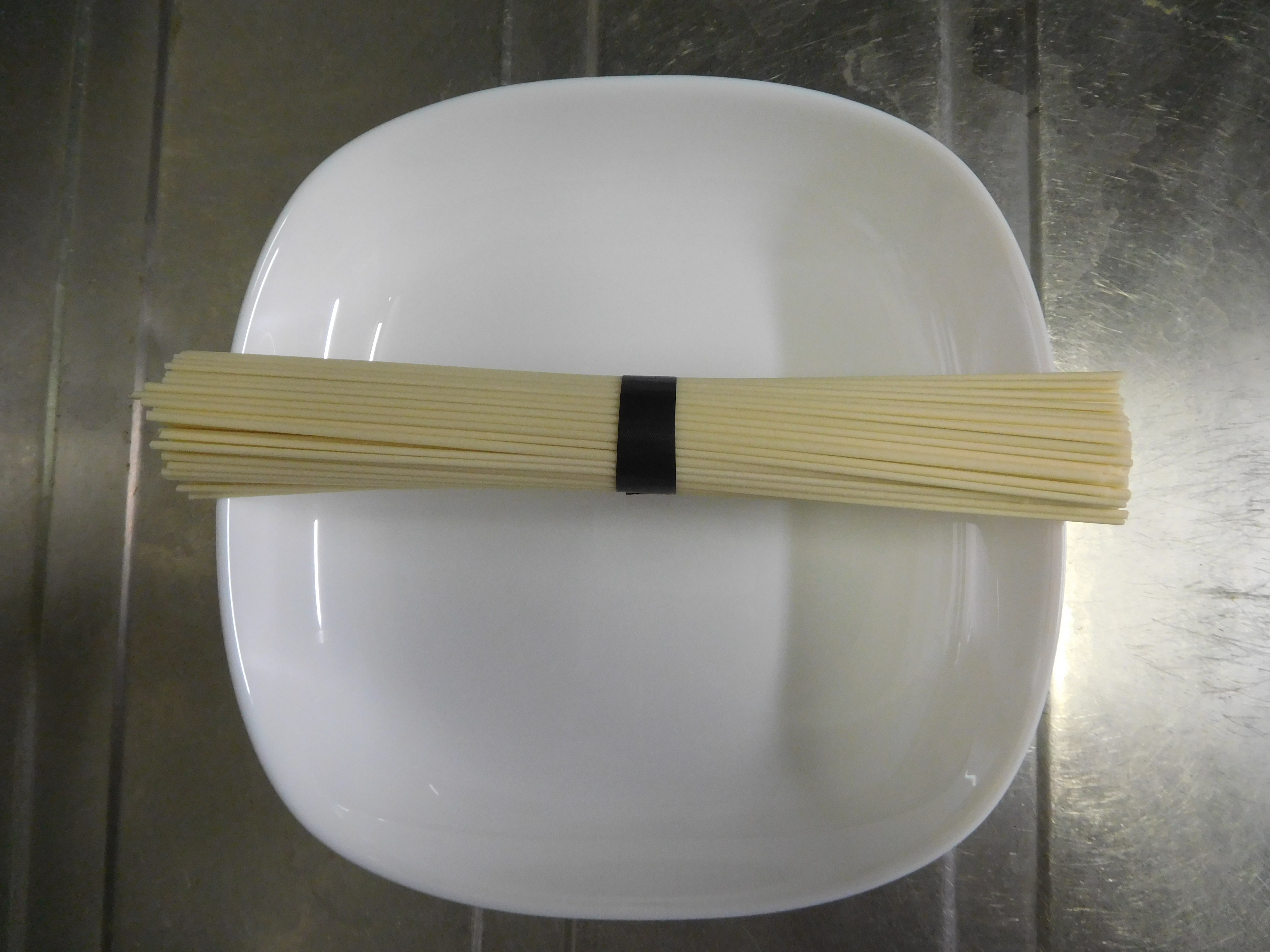
五島うどんの乾麺

乾麺（かんめん）は、生麺と異なり、乾燥させた麺類のことである。その種類は、うどん、そば、パスタ、ラーメン、素麺、冷麦、春雨、ビーフン、葛切りなど多岐にわたる。食味に関しては、調理法（茹で戻し方法）にもよるが生麺にくらべ、一般に麺のコシが強いことが多い。また、乾燥している事によって高度の保存性を有し、食感向上の工夫をしているものもある。
なお、中国や東南アジアの中国語圏では、「乾麺」は汁麺の対義語、すなわち「汁なし麺」を意味する単語であり、別の概念である。

## 製法
- 練って延ばして切ってから乾燥させるもの

主にそば、ひやむぎ、うどん、ラーメン、パスタ
- 練って延ばして切らないで乾燥させるもの

主に素麺、中国の麺